# 尾崎幸廣
尾崎 幸廣（おざき ゆきひろ、1948年 - ）は、日本の弁護士。

## 経歴
福井県生まれ。1970年京都大学法学部卒業。1972年防衛庁入庁、1976年検事に任官。大阪、東京等の地方検察庁勤務、公安調査庁審理課長、福岡高等刑事部長などを経て、2006年、釧路地方検察庁検事正を最後に退官。2007年、弁護士になり菊水法律事務所を開業。神世界事件では神世界側の代理人を務めるとともに自ら積極的に神世界の機関紙にも寄稿している。
NHKの番組NHKスペシャル シリーズ 「JAPANデビュー」#第1回 「アジアの“一等国”」に対して日本文化チャンネル桜が音頭をとって起こした原告1万人裁判（東京地裁で敗訴・東京高裁で一部勝訴・最高裁で敗訴・確定）およびそこから派生したNHKの裁判報道に対してチャンネル桜がNHKを訴えた名誉毀損裁判（東京地裁で敗訴・確定）、さらに従軍慰安婦報道をめぐって朝日新聞を訴た名誉毀損裁判（朝日新聞を糺す国民会議）（東京地裁で敗訴・上告中）でチャンネル桜側弁護人を務める。「放送法遵守を求める視聴者の会」呼びかけ人・代理人弁護士。
維新政党・新風党本部監査役。新しい歴史教科書をつくる会監事。
2018年春の叙勲で瑞宝中綬章を受章。

## 思想
“検事時代は左翼勢力を検挙する思想検事になること目標としていたが実現しなかった。本多勝一や大江健三郎は起訴されて当然”と述べている。